# Trittico di San Donnino (Lorenzo Monaco)

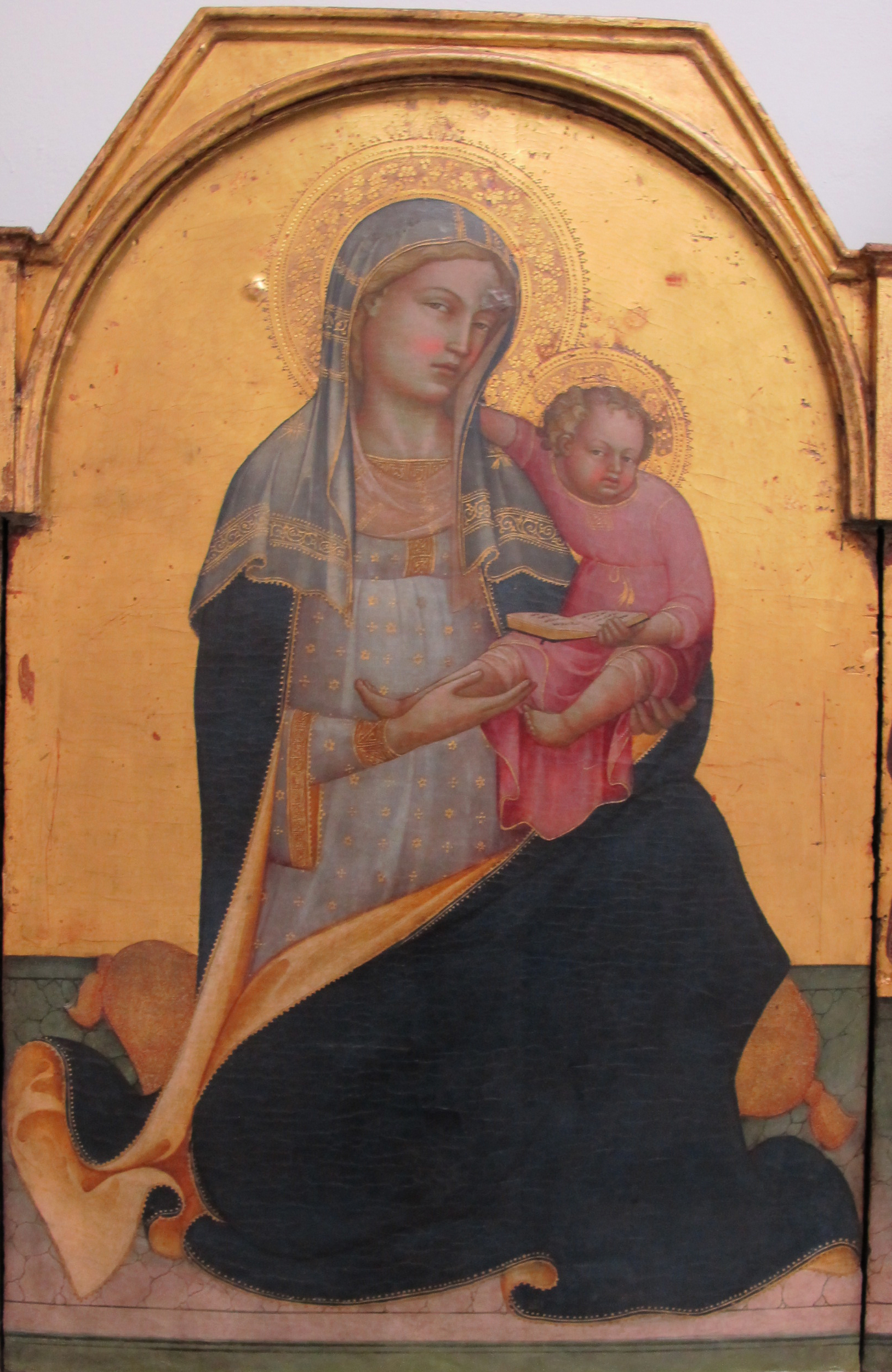
Dettaglio

Il Trittico di San Donnino è un'opera di Lorenzo Monaco, datata 1404 e conservata presso il Museo della Collegiata di Empoli.

## Descrizione
Il trittico raffigura al centro la Madonna seduta su un ampio cuscino mentre tiene in braccio il Bambino scalpitante e aggrappato al suo collo, secondo il tradizionale modello iconografico della Vergine dell'Umiltà.
Nello scomparto sinistro compaiono i santi Donnino e Giovanni Battista. San Donnino è riconoscibile grazie alla presenza del cane, che ne ricorda il potere taumaturgico contro il morso dei cani rabbiosi, della spada e della palma del martirio; Giovanni Battista invece reca il tradizionale bastone sormontato da una piccola croce e indossa il suo abito di peli di cammello.
Nello scomparto destro san Pietro regge in mano le caratteristiche chiavi e sant'Antonio Abate si appoggia al bastone a forma di tau ed è affiancato dal consueto maialino.
Nei due clipei al centro delle cuspidi laterali si affacciano i due protagonisti dell'Annunciazione.
Vi si trovano le seguenti iscrizioni: AVE.MARIA.GRATIA.PLENA.DNS.TECUM.ANO.DI.M.CCCCIIII (pannello centrale), S.DOMNINUS.M / S.IONES.BAPTISTA (pannello sinistro), S.PETRUS.APOSTOLUS / S.AMTONIUS.ABB. (pannello destro).

## Stato di conservazione
Dalle fotografie della fototeca Zeri (nn. 31819, 31820, 31821, 31822) si possono notare gli interventi di restauro realizzati nel corso del XX secolo. Negli scatti precedenti a quello del 1960 emergono cadute di colore e danni strutturali non più evidenti: quelli più significativi si registrano in corrispondenza della cornice lignea, del colmo dell'arco a tutto sesto del pannello centrale, e del piedino destro del Bambino.
Le quattro colonne tortili, che dividevano il trittico nei tre pannelli, sono state rimosse perché non originali. L'ultima testimonianza della presenza delle colonne risale allo scatto realizzato da Mario Sansoni nel 1950 ca. (n. 31820

## Vicende storiche e critiche
L'opera proviene dall'oratorio di San Donnino ed è presente nel Museo della Collegiata sin dalla sua apertura nel 1860. Il primo ad attribuire il trittico a Lorenzo Monaco fu Giovan Battista Cavalcaselle, le cui osservazioni emergono anche dagli inventari del museo redatti da Carlo Pini, e sono state confermate dalla critica successiva.

## L'artista
Il trittico è opera di Piero di Giovanni, noto come Lorenzo Monaco. Nato a Siena nel 1370-71, all'età di vent'anni entrò a far parte del monastero di Santa Maria degli Angeli, dove lavorò come miniatore e pittore, anche se probabilmente la sua professione di artista cominciò prima di entrare in convento. Secondo Giorgio Vasari, che inserisce la sua biografia nelle Vite de' più eccellenti pittori, scultori, e architettori (1568), morì a cinquantacinque anni, tra il 1425 e il 1426. Lorenzo Monaco fu uno dei più importanti e originali interpreti del tardogotico fiorentino. La sua attività è stata ricostruita a partire dalle due sole opere documentate: il polittico raffigurante la Vergine in trono col Bambino fra i santi Bartolomeo, Giovanni Battista, Taddeo e Benedetto, concluso nel 1410 (Firenze, Galleria dell'Accademia), e l'Incoronazione della Vergine, datata 1414 (Firenze, Uffizi).  Per la città di Empoli realizzò anche il trittico raffigurante la Madonna col Bambino tra i santi Giovanni Evangelista e Caterina, Giovanni Battista e Agostino, conservato nel Museo della Collegiata di Sant'Andrea e stilisticamente databile al terzo decennio del XV sec.

## Stile
Lo stile di Lorenzo Monaco è molto influenzato da quello di Gherardo Starnina; si possono inoltre trovare affinità con Ghiberti dal momento che entrambi sviluppano lo stile Gotico internazionale.
Il trittico presenta uno spazio unificato con un dislivello tra i pannelli laterali e quello centrale, nel quale si trova la Madonna che affonda sul cuscino e le cui vesti scendono sul suo corpo increspandosi. Inoltre la scena assume movimento grazie al Bambino sgambettante in braccio alla madre.
Nei pannelli laterali i santi sono rappresentati in coppie simmetriche e sono rivolti verso la Vergine, di dimensioni maggiori rispetto alle figure laterali. I santi hanno delle silhouettes sottili e allungate e sporgono oltre il bordo del gradino. Le proporzioni slanciate e i panneggi falcati mostrano l’influenza esercitata sul pittore da Lorenzo Ghiberti. Il trittico infine presenta alcune affinità con altre opere contemporanee di Gherardo Starnina: la postura del bambino sembra ripresa dalla Madonna dell'Umiltà, oggi alla Galleria degli Uffizi a Firenze, invece gli incarnati e il panneggio riecheggiano gli affreschi della cappella di San Girolamo nella chiesa fiorentina di Santa Maria del Carmine.